# Giovanni Agamennone

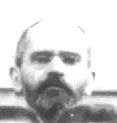
Giovanni Agamennone 1907

Giovanni Agamennone (Rieti, 24 giugno 1858 – Roma, 3 ottobre 1949) è stato un geologo e sismologo italiano.

## Biografia
Giovanni Agamennone si laureò in fisica all'università di Roma nel 1884. Successivamente lavorò prima come assistente all'osservatorio geodinamico di Ischia e poi all'Ufficio centrale di meteorologia e geofisica di Roma. 
Nel 1895 fu chiamato dal governo turco dopo il terremoto che aveva devastato la regione, per organizzare il servizio sismologico locale. Fondò in particolare una stazione sismica che utilizzava strumenti di sua invenzione presso quello che oggi è noto come l'osservatorio di Kandilli. Dal 1899 al 1929 è stato direttore dell'Osservatorio geodinamico di Rocca di Papa e quindi direttore del servizio sismico all'Ufficio centrale di meteorologia e geofisica a Roma.Ha ideato diversi tipi di sismografi e ha studiato la velocità di propagazione delle onde sismiche.
Tra le sue opere, "La registrazione dei terremoti" (1906).